# Mulondo
Mulondo est une localité de la province de Lanao du Sud, aux Philippines. En 2015, elle compte 16 067 habitants.